# 日本漫画家協会
公益社団法人日本漫画家協会（にほんまんがかきょうかい、英: THE JAPAN CARTOONISTS ASSOCIATION）は、2014年（平成26年）4月1日に設立された日本の公益社団法人で、漫画家の職能団体。前身は1964年（昭和39年）12月15日に設立された同名の任意団体で、1985年（昭和60年）9月7日から2014年3月31日にかけては社団法人であった。
2020年11月時点の理事長は里中満智子で、常務理事は赤松健、一本木蛮、「うめ」の小沢高広、鈴木みそ、永野のりこ、三浦みつる、森川ジョージ。このほか、会長に前理事長のちばてつや（各役職については後述）。

## 概要
「健全なる漫画の普及に関する事業を行うと共に、漫画創作活動を奨励し併せて諸外国との漫画文化の交流を図り、もって我が国文化の発展に寄与すること」を目的とし、「健全なる漫画の普及」「漫画創作活動の奨励」「漫画文化の国際交流」「漫画に関する調査研究」「会報その他出版物の発行」「その他この法人の目的を達成するために必要な事業」として、著作権等管理事業、各地の漫画展の主催・共催、「日本漫画家協会賞」の主催、漫画家向けの健康保険（文芸美術国民健康保険組合）の案内業務、身分証の発行、漫画表現の規制に反対するロビー活動などを行っている。
設立時から1986年までは東京・銀座の「銀楽ビル」に、1986年からは同じく銀座の「紅雀ビル」に協会事務局が置かれた。2000年ごろから入居している新宿区の「YANASE兎ビル」は第5代会長のやなせたかしが所有していたビルで、やなせは生前、協会から賃貸料を受け取っていなかったと報道されている。2015年時点ではビル付近の土地と建物を協会に寄贈したことが明らかになっている。
役員は20名以上30名以内の理事（うち会長1名、理事長1名、常務理事5名以上10名以内）で構成される。理事長が理事会および総会の招集権と議決権を持つ、事実上の代表ポストになっており、理事長を退任した者が会長および名誉会長に就任する慣例となっている。

### 沿革
長らく日本には漫画家同士の交流や、政府や外国との交渉を行うための職能団体が存在せず、「漫画集団」や「独立漫画派」のような、合同プロダクション的性格を持つ漫画家個人のグループがあるのみだった。「独立漫画派」の小島功は、「あらゆる分野の漫画家たちが一堂に会し、社会的活動を通じてお互いを認識し表現者として安心できる環境づくりをしなければならない」「せめて健康保険だけでも加入できる会を作りたかった」と考え、1964年の夏に「漫画集団」の加藤芳郎、塩田英二郎、岡部冬彦に相談を持ちかけた。漫画集団側は、サラリーマン出身で事務能力のあった西川辰美を小島に引き合わせ、やがて同年の12月15日の設立総会にこぎつけた。
設立時点では少年漫画や劇画の漫画家が意図的に排除され、風刺漫画や「大人漫画（ナンセンス漫画）」の漫画家が会員の多数を占めていたが、のちに広く門戸を開放した。作画家のほか、漫画原作者や漫画研究家の加入例もある。
1972年から、日本漫画家協会賞を主催。
1965年の役員会で健康保険部、税金対策部、会報部、著作権部、海外部が開設された。1966年には企画部が増設された。1985年に企画部は事業部、会報部は広報部と改称され、総務部が新設された。小島は、協会の仕事として無断でキャラクター商品を製造した企業に著作権者とともに抗議に行ったことや、原稿料の未払いに見舞われた漫画家とともに版元に同行したことを回想している。表現活動部では不健全図書の名称変更のためにロビー活動を行い、2024年に実現させた。
歴代理事長
|   | 氏名         | 在職期間               |
| - | ------------ | ---------------------- |
| 1 | 近藤日出造   | 1964年12月 - 1976年5月 |
| 2 | 杉浦幸雄     | 1976年5月 - 1981年5月  |
| 3 | 加藤芳郎     | 1981年6月 - 1992年6月  |
| 4 | 小島功       | 1992年6月 - 2000年5月  |
| 5 | やなせたかし | 2000年5月 - 2012年7月  |
| 6 | ちばてつや   | 2012年7月 - 2018年6月  |
| 7 | 里中満智子   | 2018年6月 - 現職       |